# 紀禮 (騎師)
紀禮（英語： Thierry Gillet，1969年12月20日－），前法國騎師。

## 簡歷
紀禮是法國籍騎師，於1986年，在法國展開了從騎生涯，他在2004年憑策騎「緬甸皇城」攻下凱旋門大賽。

## 在港主要策騎事跡
2003年12月14日，香港國際賽事策騎「虎尾巴」只得第九名。期間，他並未能在香港取得頭馬。

## 主要勝出賽事
法國
- 準則國際錦標（英语：Critérium International (horse race)） - (2) - Act One (2001)、緬甸皇城（英语：Bago (horse)） (2003)
- 莊柏德大賽（英语：Prix Jean Prat） - (1) - 緬甸皇城（英语：Bago (horse)） (2004)
- 巴黎大賽（英语：Grand Prix de Paris） - (1) - 緬甸皇城（英语：Bago (horse)） (2004)
- 紅寶錦標（英语：Prix Vermeille）  - (1) - 美麗川 (2004)
- 凱旋門大賽 - (1) - 緬甸皇城（英语：Bago (horse)） (2004)

- 根利錦標（英语：Prix Ganay）  - (2) - 執行 (2004)、緬甸皇城（英语：Bago (horse)） (2005)

- 米羅夫錦標（英语：Prix Minerve）  - (2) - L'Annee Folle (1996)、虎尾巴 (2002)